# Marco Villa (Radsportler)

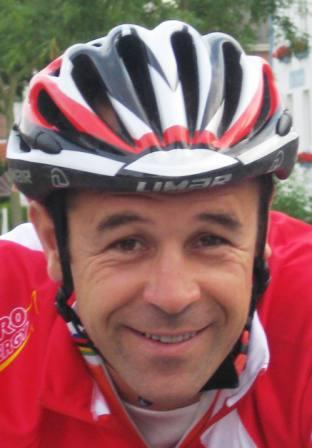
Villa im Jahre 2007

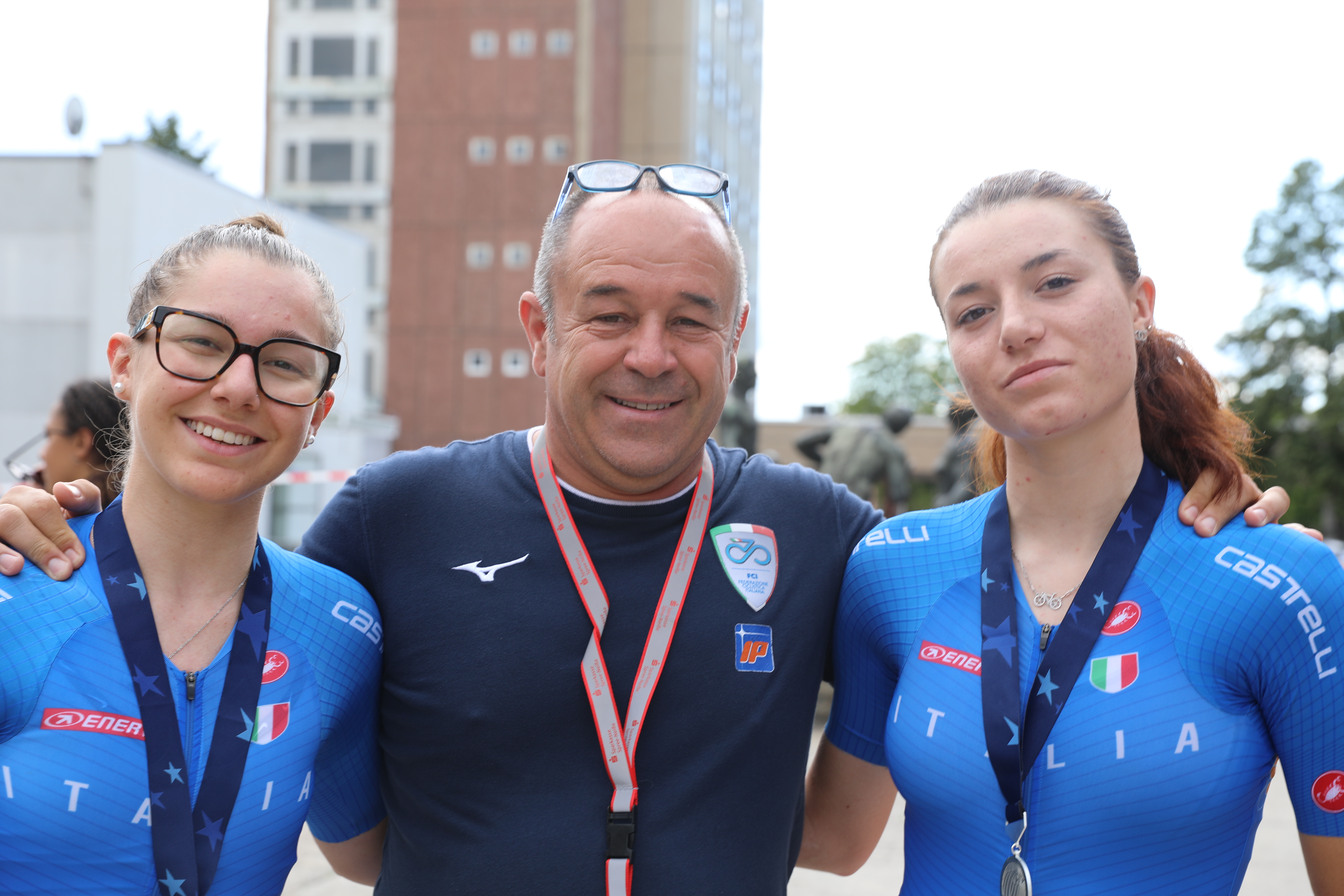
Villa als Trainer mit den Radsportlerinnen Anita Baima (l.) und Linda Sanarini (EM-Silber im Madison der Juniorinnen 2024)

Marco Villa (* 8. Februar 1969 in Abbiategrasso) ist ein ehemaliger italienischer Radrennfahrer und heutiger Trainer. Als aktiver Sportler war er Spezialist für Zweier-Mannschaftsfahren und Sechstagerennen.

## Sportliche Laufbahn
Marco Villa wurde im Jahre 1993 Berufsfahrer. Gemeinsam mit Silvio Martinello gewann er die Bronzemedaille im Zweier-Mannschaftsfahren bei den Olympischen Spielen 2000 in Sydney sowie gemeinsam mit diesem 1995 und 1996 die Weltmeisterschaft in derselben Disziplin.
Villa startete bei 153 Sechstagerennen, von denen er 24 gewann, davon 15 mit Silvio Martinello. Damit ist Villa Italiens bis jetzt (2017) zweiterfolgreichster Sechstage-Fahrer nach Martinello, der 28 Rennen gewann.
Zweimal – 1995 (118.) und 2001 (133.) – startete Villa beim Giro d’Italia.
2008 wollte Villa erneut bei den Olympischen Spielen starten. Bei einer Routine-Untersuchung im Juli 2008 stellten die Ärzte jedoch eine Herzerkrankung fest, so dass er sofort vom aktiven Radsport zurücktrat.

## Berufliches
Anschließend wurde Marco Villa Technischer Direktor der Abteilung Bahn beim italienischen Radsportverband Federazione Ciclistica Italiana. 2020, 2021 und 2022 wurde er von der italienischen Webseite Tuttobici zum „Technischen Direktor des Jahres“ gekürt. Nachdem er als Technischer Direktor nur für die Männer zuständig gewesen war, übernahm er diese Funktion 2021 in der Nachfolge von Dino Salvoldi auch bei der Mannschaft der Frauen.
2022 wurde Villa mit dem Collare d’Oro des Comitato Olimpico Nazionale Italiano (CONI) ausgezeichnet, und im Juni 2025 mit dem Ordine al Merito della Repubblica Italiana.

## Erfolge

### Bahn
1989
- Weltmeisterschaft – Mannschaftsverfolgung (mit Giovanni Lombardi, Ian Cerioli und David Solari)

1995
- Weltmeister – Zweier-Mannschaftsfahren (mit Silvio Martinello)
- Italienischer Meister – Zweier-Mannschaftsfahren (mit Silvio Martinello)
- Sechstagerennen Grenoble (mit Silvio Martinello)

1996
- Weltmeister – Zweier-Mannschaftsfahren (mit Silvio Martinello)

1998
- Weltcup in Hyères – Zweier-Mannschaftsfahren (mit Silvio Martinello)
- Italienischer Meister – Zweier-Mannschaftsfahren (mit Silvio Martinello)

2000
- Olympische Spiele – Zweier-Mannschaftsfahren (mit Silvio Martinello)
- Europameisterschaft – Zweier-Mannschaftsfahren (mit Silvio Martinello)

2003
- Italienischer Meister – Zweier-Mannschaftsfahren (mit Samuele Marzoli)

#### Sechstagerennen
1995
- Grenoble mit (Silvio Martinello)

1996
- Bassano del Grappe (mit Silvio Martinello)
- Bordeaux (mit Silvio Martinello)
- Bremen (mit Silvio Martinello)
- Mailand (mit Silvio Martinello)

1997
- Bordeaux (mit Silvio Martinello)
- Médellin (mit Silvio Martinello)
- Mailand (mit Silvio Martinello)
- Zürich (mit Silvio Martinello)

1998
- Bassano del Grappa (mit Adriano Baffi)
- Gent (mit Silvio Martinello)
- Kopenhagen (mit Silvio Martinello)
- Berlin (mit Silvio Martinello)

1999
- Mailand (mit Silvio Martinello)

2000
- Berlin (mit Silvio Martinello)

2001
- Turin (mit Ivan Quaranta)
- Stuttgart (mit Silvio Martinello)
- Fiorenzuola d’Arda (mit Ivan Quaranta)

2002
- Amsterdam (mit Silvio Martinello)
- Grenoble (mit Adriano Baffi)
- Turin (mit Ivan Quaranta)

2004
- Turin (mit Ivan Quaranta)

2005
- Turin (mit Sebastián Donadío)

2006
- Fiorenzuola d’Arda (mit Franco Marvulli)